# Chapelle Notre-Dame du Haut
Pour les articles homonymes, voir Chapelle Notre-Dame et Notre-Dame.
La chapelle Notre-Dame du Haut est une chapelle catholique construite de 1953 à 1955 sur la colline de Bourlémont à Ronchamp en Haute-Saône, dans la région française de Bourgogne-Franche-Comté. Elle est une œuvre de l'architecte franco-suisse Le Corbusier érigée à l'emplacement d'un ancien sanctuaire romain et d'une ancienne chapelle reconstruite une première fois dans l’entre-deux-guerres.
La chapelle est inscrite aux monuments historiques en 1965 puis classée en 1967. Elle obtient en 1999 le label « Patrimoine du XXe siècle ». En 1975, l'architecte français Jean Prouvé réalise un campanile. En 2011, une nouvelle porterie ainsi qu'un couvent sont construits sur les plans de l'architecte italien Renzo Piano. Le site est inscrit, avec 16 autres œuvres architecturales de Le Corbusier, sur la liste du patrimoine mondial de l'UNESCO en 2016. Elle fait partie de l'itinéraire culturel européen intitulé « Destinations Le Corbusier : promenades architecturales » créé en 2019.

## Situation
La chapelle est située au sommet de la colline de Bourlémont qui surplombe le nord de la ville de Ronchamp, située dans le département de la Haute-Saône en région française de Bourgogne-Franche-Comté.

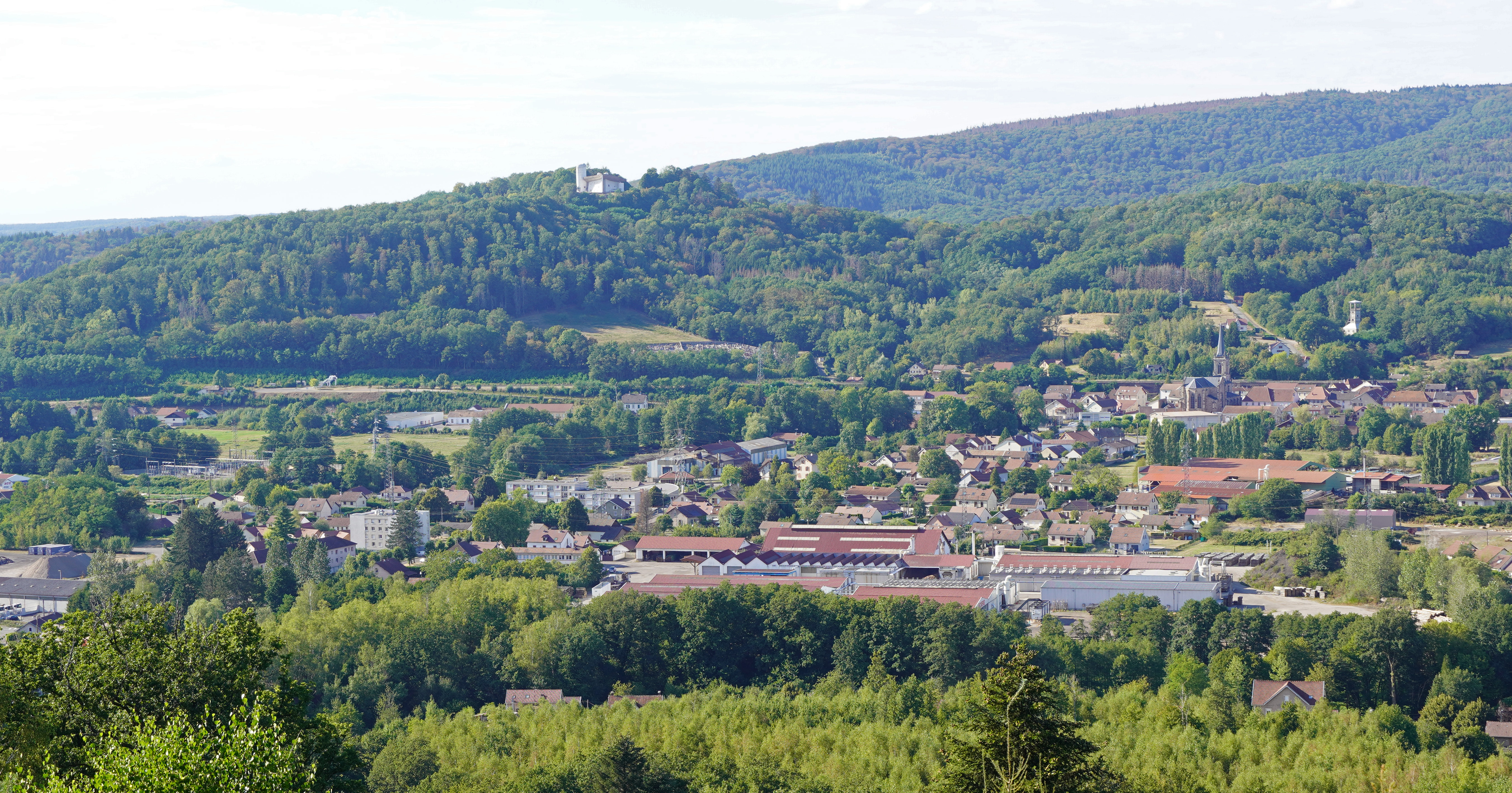
Panorama vers la colline de Bourlémont.

## Histoire

### Avant 1950
Il y a très longtemps existait un temple romain, à l'emplacement de la chapelle,. 
Au Moyen Âge, un sanctuaire dédié à la Vierge adossé à une petite chapelle comtoise est construit sur les ruines du temple romain. Ce sanctuaire chrétien connaît chaque 8 septembre un important pèlerinage pour célébrer la nativité de la Sainte Vierge,.
Le samedi 30 août 1913 vers 11 h, un violent orage fait rage au-dessus de Ronchamp. Le clocher en zinc est frappé par la foudre et un incendie détruit la chapelle. Il faut alors la reconstruire pendant l'entre-deux-guerres. Mais la nouvelle chapelle ne dure pas longtemps car elle est détruite par l'artillerie allemande en 1944 pendant la Seconde Guerre mondiale,.

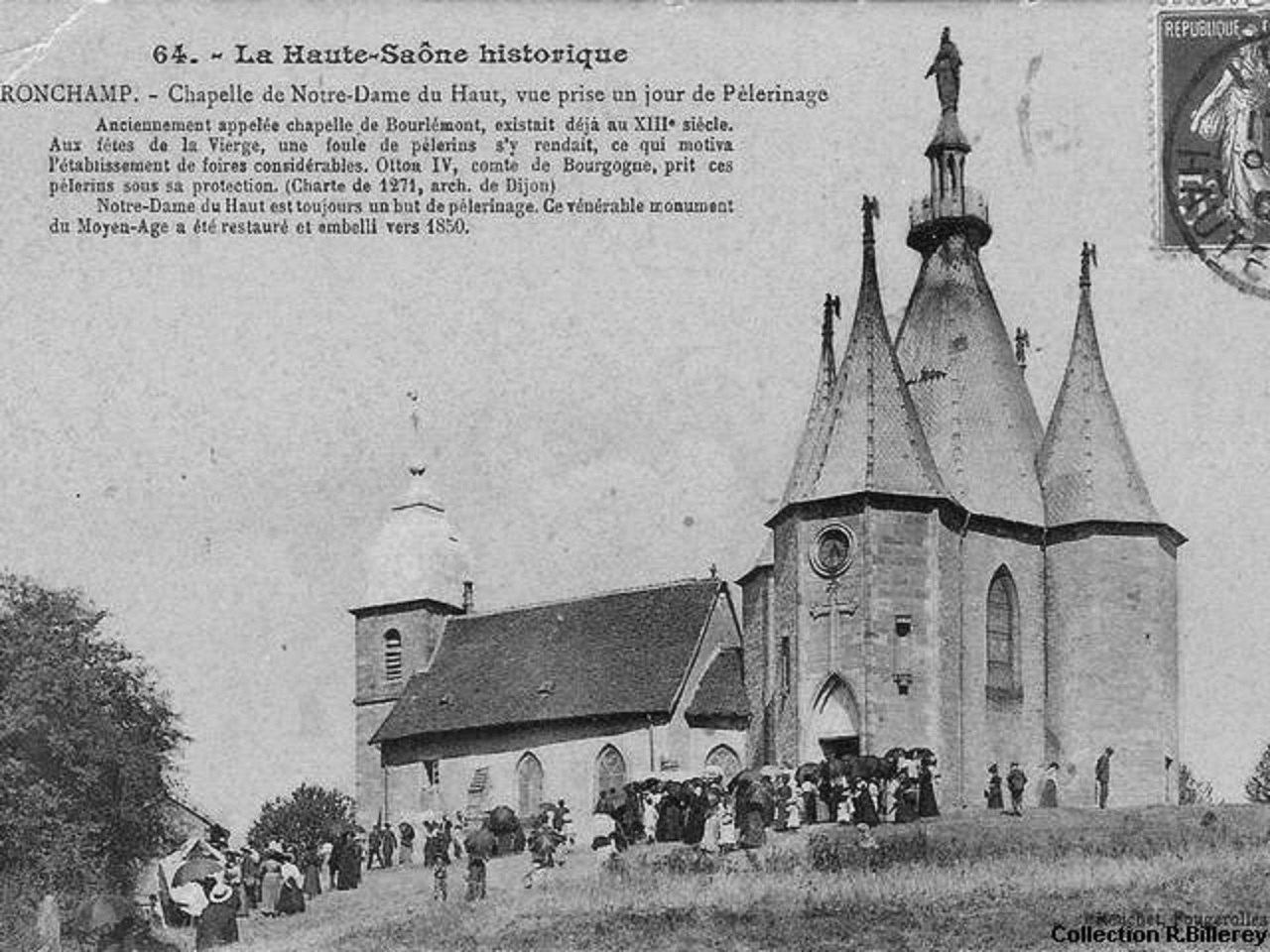
La chapelle avant 1913.
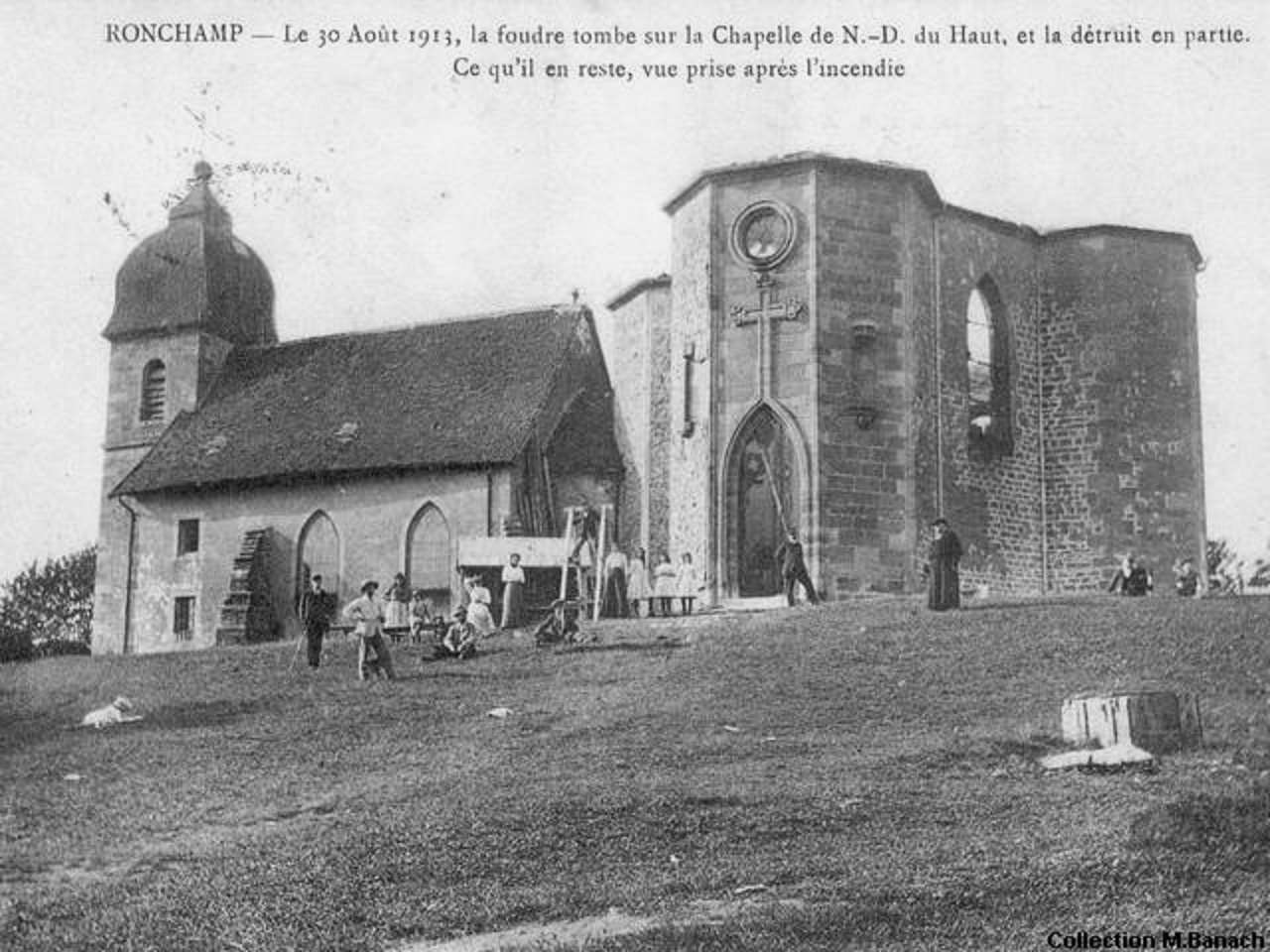
La chapelle après l'incendie.
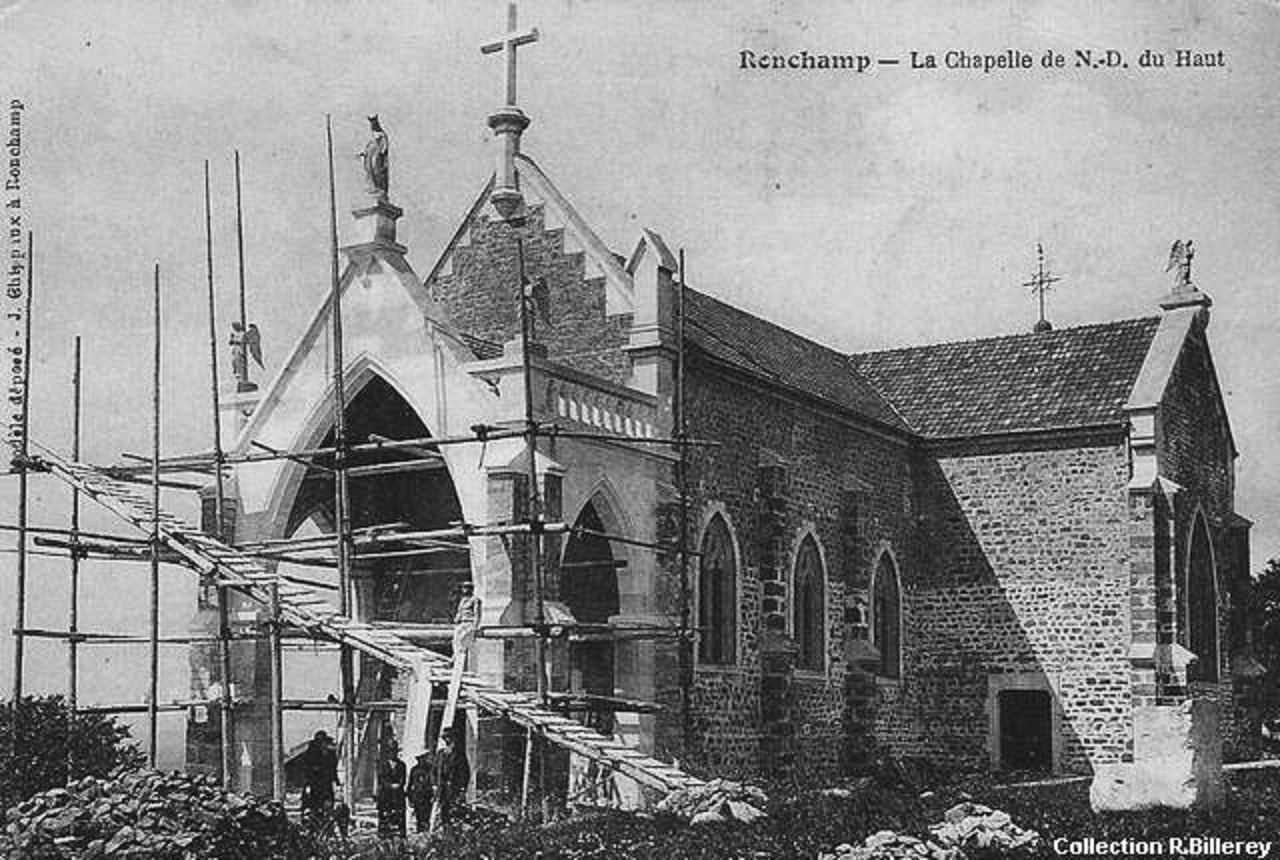
Construction d'une nouvelle chapelle au début des années 1920.
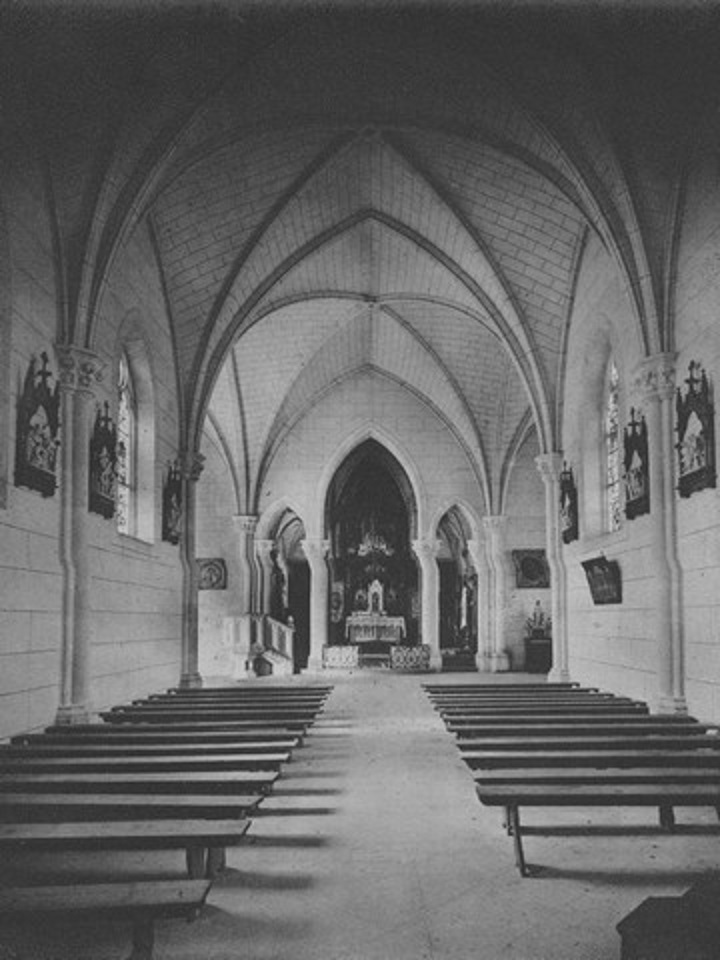
L'intérieur de la nouvelle chapelle.

### La chapelle de Le Corbusier
À la fin de la guerre, les habitants de la région de Ronchamp et la Commission diocésaine d'art sacré de Besançon décident de la reconstruction de la chapelle et firent appel au célèbre architecte Le Corbusier, alors plutôt connu pour être l'inventeur de l'unité d'habitation, comme solution aux problèmes de logements de l'après-guerre. Les premiers contacts entre les religieux et l'architecte sont plutôt rugueux, car ce dernier n'était pas très porté sur la foi ; protestant d'origine, il disait avoir des ancêtres cathares, mais se déclarait athée.
À 63 ans, Le Corbusier se lance finalement dans l'aventure de la reconstruction de la chapelle Notre-Dame-du-Haut à Ronchamp. C'est son premier projet d'un bâtiment cultuel, bien qu'il ait travaillé en 1929 sur les plans de l'église Saint-Médard de Tremblay-en-France. Lyrique sur la beauté du site, il déclare : « Je n'avais rien fait de religieux, mais quand je me suis trouvé devant ces quatre horizons, je n'ai pu hésiter ».
La première pierre est posée le 4 avril 1954 avec la bénédiction de Georges Béjot, vicaire capitulaire de Besançon. La construction se termine en 1955 en grande partie grâce au financement des habitants de Ronchamp, dans un bassin minier subissant la fermeture progressive des houillères de Ronchamp où les puits ferment les uns après les autres et certains habitants se retrouvent au chômage. La chapelle est consacrée le 25 juin 1955 par Marcel-Marie Dubois, alors archevêque de Besançon. Au moment de lui remettre les clés, Le Corbusier déclare : « En bâtissant cette chapelle, j'ai voulu créer un lieu de silence, de prière, de paix, de joie intérieure »,,.
Le 11 mars 1960, les hauteurs de la colline sont classées et protégées au titre de la loi de 1930,.
Le 5 octobre 1965, la chapelle ainsi que les bâtiments annexes ont été inscrits monuments historiques, le 8 novembre 1967 la chapelle a été classée.
En 1975, Jean Prouvé réalise un campanile sous forme d'un portique en acier supportant trois cloches. Les deux plus grosses viennent de l'ancienne chapelle et la plus petite a été fondue à Annecy.
Le 11 juin 2004, les annexes de la chapelle (la maison du gardien, l'abri du pèlerin et les tables de béton, la cave, la pyramide) ainsi que le campanile de Jean Prouvé ont été classés. Le site détient également le label « Patrimoine du XXe siècle ».

Le campanile de Jean Prouvé (1974-1975).
La pyramide de la Paix construite avec les pierres de l'ancienne chapelle pour commémorer les combattants morts lors de la libération.
L'abri du pèlerin.

### L'évolution du site

Plan du site et de ses évolutions :
Le Corbusier (1955)
: chapelle Notre-Dame-du-Haut ;
: pyramide de la paix ;
: abris du pèlerin ;
: maison du chapelain ;
Jean Prouvé (1975)
: campanile ;
Renzo Piano (2011)
: chapelle Sainte-Claire ;
: couvent Sainte-Claire ;
: porterie (accueil, salle d’exposition).

Le site de Ronchamp a évolué. Une nouvelle porterie, dessinée par l'architecte italien Renzo Piano, a remplacé l'ancien édifice à l'architecture quelconque. Le même architecte a dessiné des bâtiments conventuels pour loger en contrebas de la chapelle la fraternité des sœurs clarisses de Besançon venue s’établir à Ronchamp en 2009. Un aménagement paysager accompagne ce projet. L'inauguration a eu lieu les 8 et 9 septembre 2011.
Ces projets ont fait l'objet d'une vive polémique en 2008. Les opposants reprochaient notamment la trop grande proximité des nouvelles constructions par rapport à la chapelle et un abattage d'arbres trop systématique. Les défenseurs de cette évolution soulignaient l'importance d'apporter une présence humaine et religieuse sur le site tout au long de l'année. Ils rappelaient également la grande capacité de Renzo Piano à s'intégrer à un contexte qu'il soit naturel ou architectural. Après avoir étudié les arts décoratifs et travaillé chez Bernard Rousseau, ancien collaborateur de Le Corbusier, le paysagiste Michel Corajoud reçoit en 2003 le Grand prix de l’Urbanisme. Associé au studio de Renzo Piano, il conçoit le remodelage paysager des espaces de la colline et la végétalisation des bâtiments. Les critiques se sont avérées constructives puisque l'architecte comme le paysagiste ont modifié partiellement leurs projets.
En janvier 2014, un vitrail d'origine de la chapelle est détruit lors d'une effraction dans la chapelle visant l'argent contenu dans un tronc de quête, alors vide. Parmi tous les vitraux peints par Le Corbusier, il était le seul à être signé,. Quelques jours après les faits, la Fondation Le Corbusier réclame des travaux de mise en sécurité et de rénovation, le bâtiment étant touché par des infiltrations d'humidité et une mauvaise conservation de la maçonnerie. Les débris du vitrage sont confiés à Pierre-Alain Parot, un maître-verrier de Côte-d'Or qui doit estimer si une reconstruction est envisageable et en faire une estimation. Il sera chargé des réparations. Le 29 mai suivant, l'association gérant le site lance un appel aux dons sur le site Ulule afin de récolter l'argent nécessaire à cette réparation dont le montant s'élève à 7 500 €. Le 6 août, le projet est financé au-delà de l'objectif avec 7 772 € collectés.
En juin puis en août 2015 des manifestations culturelles et des festivités sont organisées pour le 60e anniversaire de la chapelle et pour la célébration des 50 ans de la mort son architecte, Le Corbusier. En septembre de la même année, la chapelle représente la Franche-Comté dans l'émission de télévision Le Monument préféré des Français, présentée par Stéphane Bern et diffusée sur France 2, où elle est classée 15e sur 21.

La porterie de Renzo Piano.
Le couvent Sainte-Claire.
L'oratoire du couvent.

### Inscription à l'UNESCO
La candidature de plusieurs sites construits par Le Corbusier (dont la chapelle) au patrimoine mondial de l'UNESCO a déjà été refusée en 2009 puis en 2011 en raison d'une liste trop longue et de l’absence du site de Chandigarh en Inde,. Un nouveau dossier de candidature tenant compte des différentes remarques est déposé fin janvier 2015 et proposé lors de la 40e session du Comité du patrimoine mondial qui se tient à Istanbul (Turquie) du 10 au 17 juillet 2016. L'ICOMOS soutient cette fois-ci la candidature, contrairement aux deux précédentes. Les experts estiment en revanche que le site de la chapelle a perdu son « intégrité » à cause des nouvelles constructions de Renzo Piano se trouvant à proximité et recommandent des travaux d'atténuation, voire de démolition. L'ensemble est finalement classé le 17 juillet 2016. Une conférence de presse est donnée le lendemain à la chapelle. Le classement est célébré le 22 juillet par l’ascension de la colline de Bourlémont par le chemin de croix puis un lâcher de ballon.
Le nombre de visiteurs devrait passer à une moyenne de 90 000 par année contre 66 000 avant le classement. Ce dernier doit également attirer des mécènes pour la rénovation de l'édifice chiffrée à trois millions d'euros.
Un an après l’inscription, l'anniversaire est célébré par la pose d'une plaque en fonte (coulée dans la fonderie de Ronchamp) à l'effigie de l'UNESCO. Un projet d'itinéraire culturel européen intitulé « Destinations Le Corbusier : promenades architecturales » est déposé au Conseil de l'Europe le 26 septembre 2018. Cet itinéraire regroupe la majorité des sites européens inscrits à l'UNESCO et en ajoute d'autres. L’institut doit donner sa réponse en mai 2019.
Un itinéraire culturel européen intitulé « Destinations Le Corbusier : promenades architecturales » est créé début mai 2019 avec la chapelle comme point d'intérêt.

### Travaux de rénovation
Des travaux de rénovation du béton et de blanchiment des façades ont commencé en mars 2022 à l'initiative de l’association Œuvre Notre-Dame-du-Haut et la Fondation du Patrimoine. Le coût de la restauration, qui devrait durer 3 ans, est évalué à 2,3 millions d’euros financés par l'État via la DRAC (50 %), la région Bourgogne-Franche-Comté (20 %) et le département de la Haute-Saône (20 %). Pour les 10 % restant, l’association et la fondation ont lancé une souscription et bénéficient du mécénat d'entreprises.
Les travaux sont exécutés par tranche entre 2022 et 2024. Il démarrent par la façade ouest (la plus dégradée car exposée aux intempéries) est consiste à décaper l'enduit existant, réparer les fissures, rénover l'étanchéité des menuiseries et remettre en peinture l'édifice. Les travaux doivent s'achever par l'intérieur de la chapelle, l'abri du pèlerin et de la maison du chapelain.

## Architecture

L'éclairage nocturne de la chapelle.

La chapelle est construite avec des pierres de récupération remplissant l'ossature en béton. Les murs sont recouverts de béton projeté enduit de chaux blanche. La coque de béton formant la couverture a été construite à l'aide d'un coffrage en bois ; les empreintes des planches sont encore visibles. Seule l'ossature de béton porte ce toit qui ne touche pas le remplissage de pierre ; ainsi, un espace de quelques centimètres permet à la lumière de passer entre le toit et le mur.
L'architecture fine et tout en rondeur de la chapelle est surprenante pour ceux qui voyaient en Le Corbusier un architecte de mastodontes en béton, ne jurant que par l'angle droit. En plan, tous les murs sont courbes. Les trois tours le sont également. Ces formes sont issues de la Nature. Le Corbusier s'est inspiré du dessin d'une carapace de crabe pour concevoir le toit. De plus, l'édifice se veut en harmonie avec le paysage vallonné des Vosges : les courbes de la chapelle répondent aux collines environnantes. La possibilité d'organiser de grandes messes en plein air participe de cette communion avec la nature. Les courbes sont également présentes à l'intérieur : le sol est incurvé, tout comme le couvrement.
Ces formes organiques peuvent être liées au contexte architectural des années 1950, et ne sont pas sans liens de parenté avec les innovations techniques et esthétiques du Goetheanum de Rudolf Steiner. Après les années d'entre-deux-guerres où la droite l'emportait dans la plupart des projets modernes, les années 1950-1960 voient le développement des courbes et contre-courbes. Frank Lloyd Wright avec le  musée Guggenheim de New York avait ouvert la voie que suivront Eero Saarinen ou Jorn Utzon. Le Corbusier, qui utilisait déjà des formes organiques dans ses villas des années 1920, a développé cette esthétique à partir de la Cité radieuse de Marseille (conçue en 1943).
La chapelle est pleine de contradictions architecturales, à la fois carrée et ronde, élancée et trapue, basse et haute. Selon Christophe Cousin, le directeur du Musée d'art et d'histoire de Belfort : « Elle a un plan très simple mais quand on est sur place, ce n'est pas du tout évident ». Vaste et ouverte sur l'extérieur, elle devient, le seuil franchi, un tout petit lieu de recueillement. Avec le blanc éclatant de ses murs, elle semble illustrer le grand principe de son architecte, pour lequel « l'émotion architecturale, c'est le jeu savant, correct et magnifique des volumes assemblés sous la lumière ».
Le travail de la lumière est plus sensible encore dans la chapelle. Son intrusion contredit l'épaisseur des murs et la massivité du couvrement. Le mur Sud est percé d'une série de pyramides tronquées qui apportent avec une grande subtilité la lumière colorée par les vitraux. Le mur Est est aussi parsemé de jours carrés et d'une niche vitrée renfermant une statue de la Vierge. Par ailleurs, un espace interstitiel entre les murs et la voûte de béton permet à la lumière de passer, ce qui allège visuellement la masse du couvrement. Enfin, les chapelles intérieures bénéficient d'une lumière indirecte, puisée au nord pour la chapelle sud et à l'est pour la chapelle ouest.
À noter que, pour la conception de cette œuvre, Le Corbusier s'est inspiré de l'architecture du mausolée de Cheikh Sidi Ami Brahim, situé à El Atteuf, dans le Mzab en Algérie.

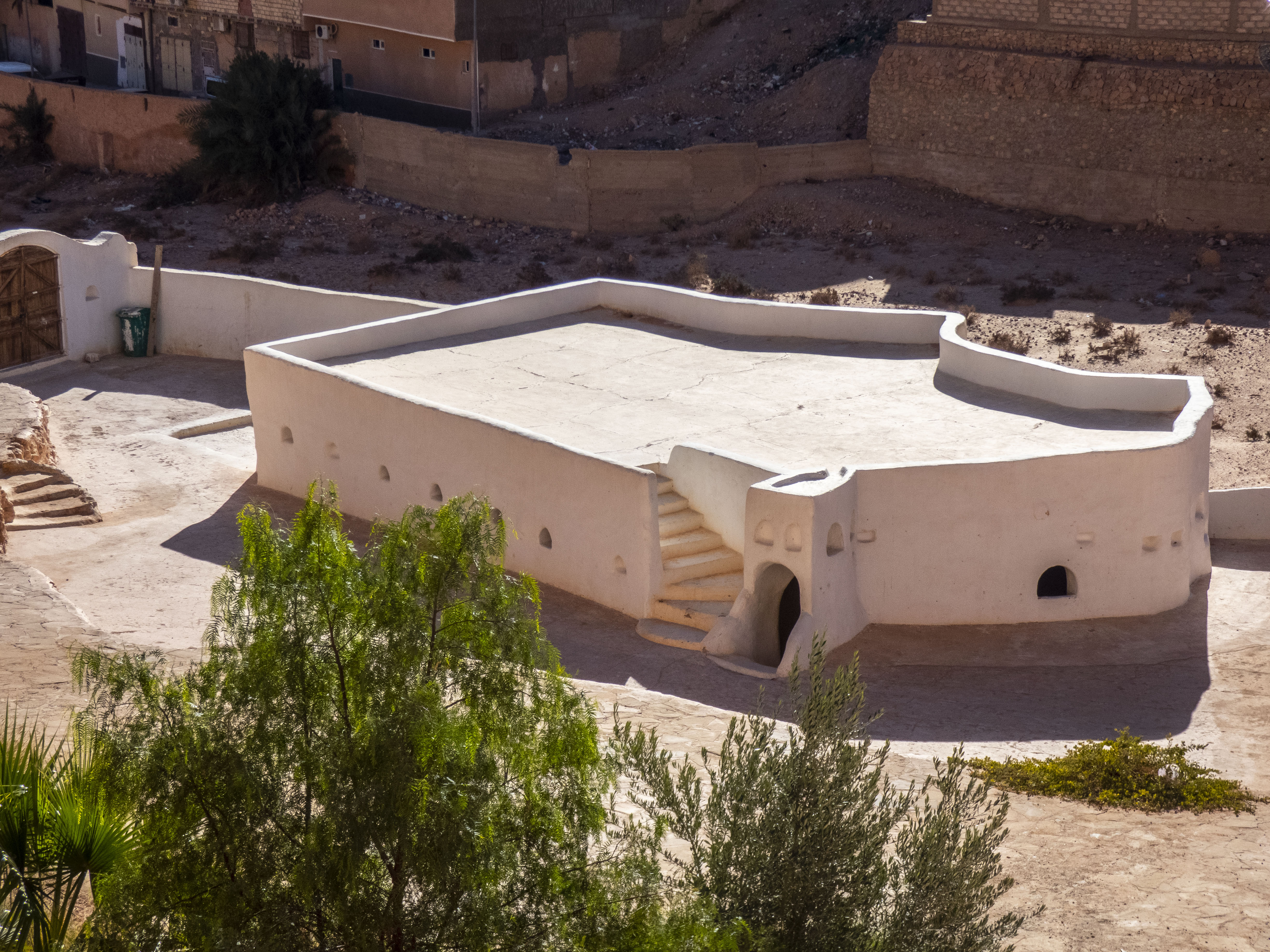
Mausolée de Cheikh Sidi Ami Brahim.
Détail du mausolée.
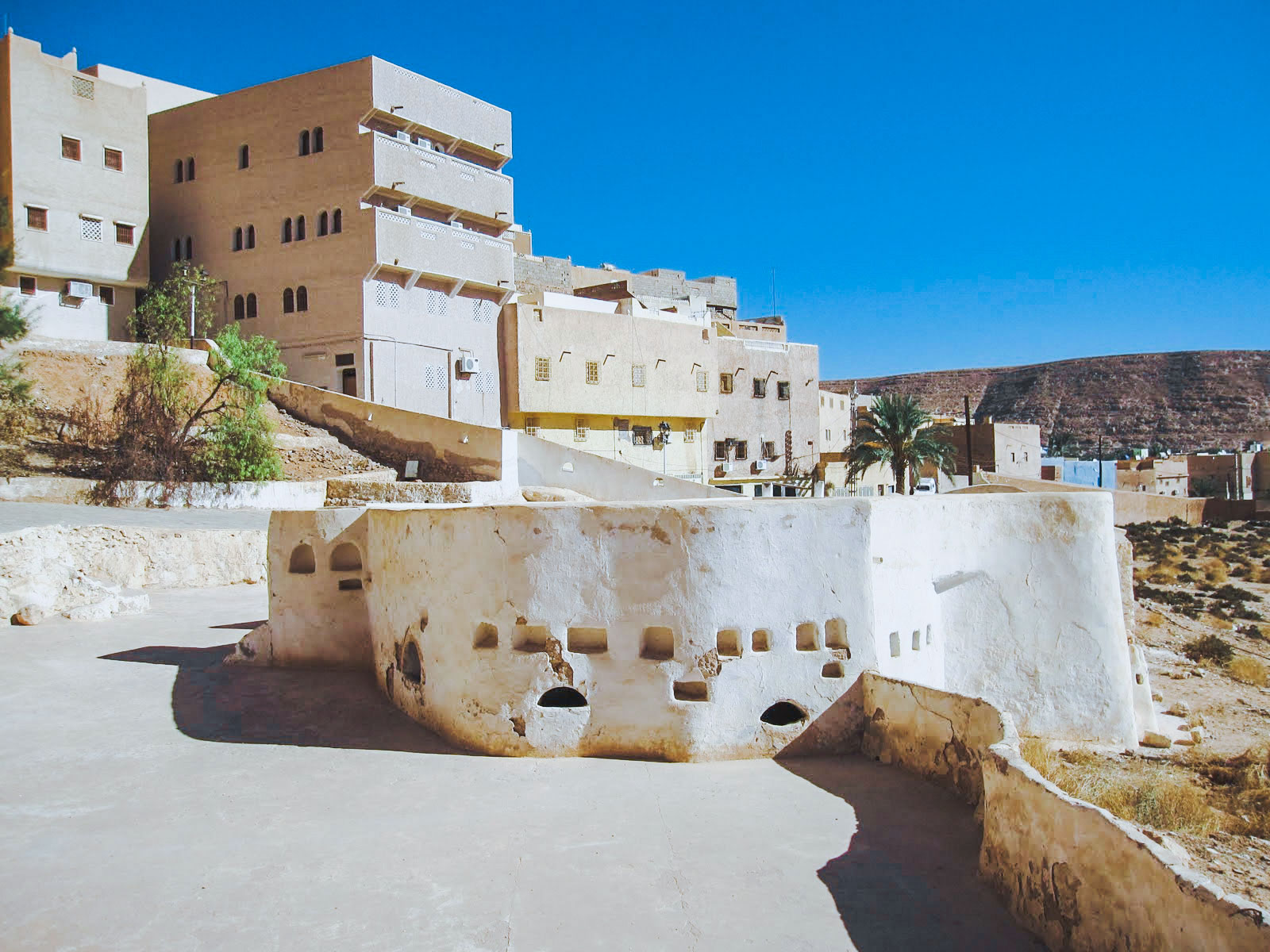
Vue sur le mausolée.

Le travail de Le Corbusier à Ronchamp va au-delà de la conception de la chapelle. Étant peintre, il a dessiné le décor de la porte d'entrée et les vitraux. De plus, le site comprend une ziggourat faite de vieilles pierres, un clocher conçu notamment par Jean Prouvé, une maison d'habitation et un bâtiment collectif à la toiture engazonnée.
Le Corbusier participe à l'édification de deux autres lieux de culte en France : le couvent Sainte-Marie-de-la-Tourette, de 1957 à 1959, et l'église Saint-Pierre de Firminy.

## Pèlerinage et culte
L'église Notre-Dame-du-Bas est l'église paroissiale de la commune tandis que la chapelle Notre-Dame du Haut est un lieu de pèlerinage et un lieu de culte estival qui accueille des services traditionnels tels que des messes, des baptêmes, des communions, des mariages et des enterrements, parfois avec la présence des touristes.
À Notre-Dame du Haut, les pèlerinages sont organisés pour :
- la fête de la Nativité de la Vierge Marie, le 8 septembre ;
- la fête de l’Assomption de Marie, le 15 août ;
- le jeudi de l’Ascension, pour les jeunes de 16 à 25 ans du diocèse de Besançon ;
- chaque dimanche d'été, les différentes paroisses du secteur organisent des pèlerinages de moindre importance.

## Cinéma
Le film britannique Trance de Danny Boyle, sorti en 2013, a été brièvement tourné dans la chapelle.